# Alexander Schüller
Alexander Schüller (13 maggio 1997) è un bobbista tedesco, campione mondiale nel bob a quattro ad Altenberg 2020 e Sankt Moritz 2023 e in entrambe le specialità ad Altenberg 2021.

## Biografia
Ha praticato l'atletica leggera sino al livello juniores, cimentandosi nel lancio del disco e nel getto del peso. Iniziò a gareggiare nel 2015 come frenatore per la squadra nazionale tedesca. Debuttò in Coppa Europa nella stagione 2016/17 e si distinse nelle categorie giovanili vincendo due medaglie d'oro consecutive ai mondiali juniores nel bob a due in coppia con Richard Oelsner: a Winterberg 2017 e a Sankt Moritz 2018; in entrambe le occasioni si aggiudicò l'oro anche nella speciale classifica riservata agli atleti under 23, nella quale si impose inoltre nel bob a quattro a Schönau am Königssee 2019 sempre con Oelsner alla guida della slitta.
Esordì in Coppa del Mondo nella stagione 2018/19, l'8 dicembre 2018 a Sigulda, occasione in cui colse il suo primo podio nonché la sua prima vittoria nel bob a due con Francesco Friedrich; vinse la sua prima gara di bob a quattro il 20 gennaio 2019 a Innsbruck con Friedrich, Martin Grothkopp e Thorsten Margis.

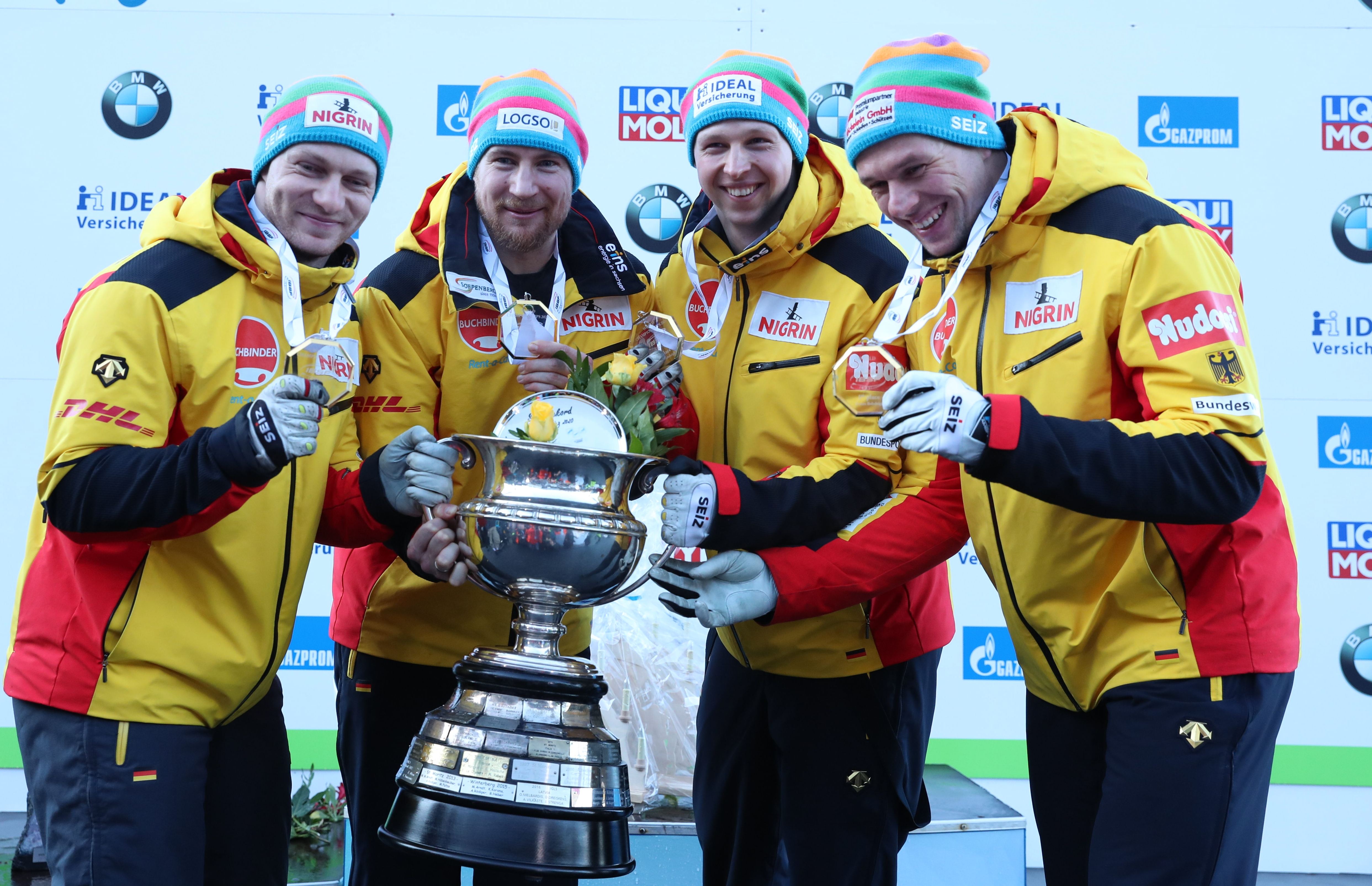
Schüller (terzo da sinistra) con Francesco Friedrich, Martin Grothkopp e Candy Bauer con il trofeo di campioni del mondo vinto nel bob a quattro ad Altenberg 2020

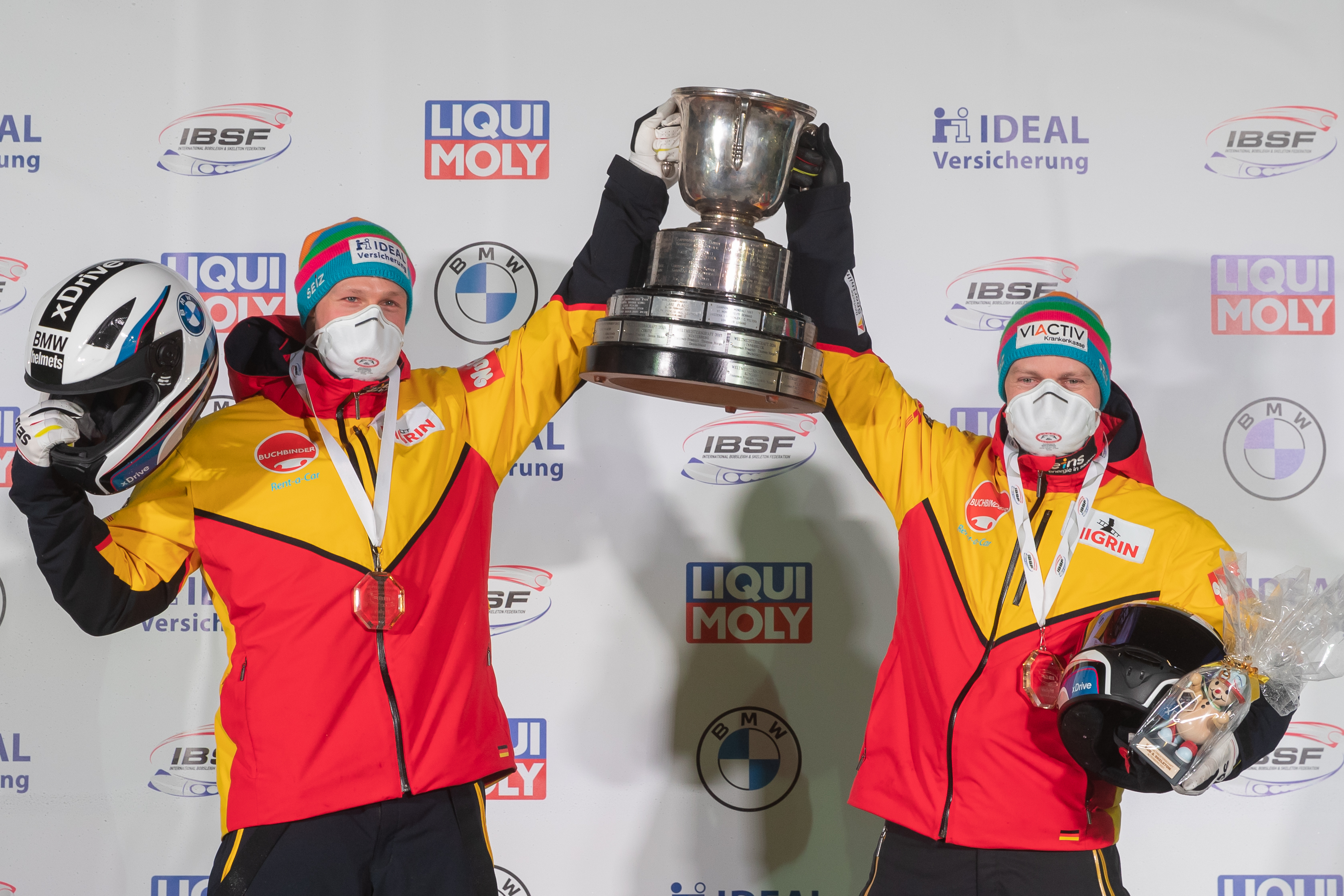
Schüller (a sinistra) e Francesco Friedrich con il trofeo di campioni del mondo vinto nel bob a due ad Altenberg 2021

Prese parte a tre edizioni dei campionati mondiali, conquistando in totale tre medaglie d'oro. Nel dettaglio i suoi risultati nelle prove iridate sono stati, nel bob a due: venticinquesimo a Schönau am Königssee 2017, medaglia d'oro ad Altenberg 2021 e medaglia d'argento a Sankt Moritz 2023 con Francesco Friedrich; nel bob a quattro: medaglia d'oro ad Altenberg 2020 con Francesco Friedrich, Candy Bauer e Martin Grothkopp, medaglia d'oro ad Altenberg 2021 con Francesco Friedrich, Thorsten Margis e Candy Bauer e medaglia d'oro a Sankt Moritz 2023 con Friedrich, Margis e Bauer.
Agli europei vanta invece quattro medaglie, di cui una d'oro vinta nel bob a quattro a Winterberg 2021 con Friedrich, Candy Bauer e Thorsten Margis, più una d'argento e due di bronzo, ottenute sempre con Friedrich a condurre gli equipaggi.
Ha inoltre vinto il titolo nazionale di bob a due nel 2017.

## Palmarès

### Olimpiadi
- 1 medaglia:
  - 1 oro (bob a quattro a Pechino 2022).

### Mondiali
- 5 medaglie:
  - 4 ori (bob a quattro ad Altenberg 2020; bob a due, bob a quattro ad Altenberg 2021; bob a quattro a Sankt Moritz 2023);
  - 1 argento (bob a due a Sankt Moritz 2023).

### Europei
- 3 medaglie:
  - 1 oro (bob a quattro a Winterberg 2021);
  - 1 argento (bob a quattro a Winterberg 2020).
  - 2 bronzi (bob a quattro a Schönau am Königssee 2019; bob a due ad Altenberg 2023).

### Mondiali juniores
- 2 medaglie:
  - 2 ori (bob a due a Winterberg 2017; bob a due a Sankt Moritz 2018).

### Mondiali juniores under 23
- 3 medaglie:
  - 3 ori (bob a due a Winterberg 2017; bob a due a Sankt Moritz 2018; bob a quattro a Schönau am Königssee 2019).

### Coppa del Mondo
- 44 podi (19 nel bob a due, 25 nel bob a quattro):
  - 36 vittorie (14 nel bob a due, 22 nel bob a quattro);
  - 5 secondi posti (3 nel bob a due, 2 nel bob a quattro);
  - 3 terzi posti (2 nel bob a due, 1 nel bob a quattro).

#### Coppa del Mondo - vittorie
| Data             | Luogo                | Paese       | Disciplina                                                                                  |
| ---------------- | -------------------- | ----------- | ------------------------------------------------------------------------------------------- |
| 8 dicembre 2018  | Sigulda              | Lettonia    | a due con Francesco Friedrich (pilota)                                                      |
| 20 gennaio 2019  | Innsbruck            | Austria     | a quattro con Francesco Friedrich (pilota), Martin Grothkopp e Thorsten Margis              |
| 26 gennaio 2019  | Sankt Moritz         | Svizzera    | a due con Francesco Friedrich (pilota)                                                      |
| 27 gennaio 2019  | Sankt Moritz         | Svizzera    | a quattro con Francesco Friedrich (pilota), Candy Bauer e Martin Grothkopp                  |
| 8 dicembre 2019  | Lake Placid          | Stati Uniti | a due con Francesco Friedrich (pilota)                                                      |
| 3 gennaio 2020   | Winterberg           | Germania    | a quattro con Francesco Friedrich (pilota), Candy Bauer, Martin Grothkopp e Thorsten Margis |
| 11 gennaio 2020  | La Plagne            | Francia     | a due con Francesco Friedrich (pilota)                                                      |
| 12 gennaio 2020  | La Plagne            | Francia     | a quattro con Francesco Friedrich (pilota), Candy Bauer e Thorsten Margis                   |
| 19 gennaio 2020  | Innsbruck            | Austria     | a quattro con Francesco Friedrich (pilota), Candy Bauer e Martin Grothkopp                  |
| 26 gennaio 2020  | Schönau am Königssee | Germania    | a quattro con Francesco Friedrich (pilota), Candy Bauer e Martin Grothkopp                  |
| 22 novembre 2020 | Sigulda              | Lettonia    | a due con Francesco Friedrich (pilota)                                                      |
| 29 novembre 2020 | Sigulda              | Lettonia    | a due con Francesco Friedrich (pilota)                                                      |
| 19 dicembre 2020 | Innsbruck            | Austria     | a due con Francesco Friedrich (pilota)                                                      |
| 20 dicembre 2020 | Innsbruck            | Austria     | a due con Francesco Friedrich (pilota)                                                      |
| 10 gennaio 2021  | Winterberg           | Germania    | a quattro con Francesco Friedrich (pilota), Thorsten Margis e Candy Bauer                   |
| 16 gennaio 2021  | Sankt Moritz         | Svizzera    | a due con Francesco Friedrich (pilota)                                                      |
| 17 gennaio 2021  | Sankt Moritz         | Svizzera    | a quattro con Francesco Friedrich (pilota), Thorsten Margis e Martin Grothkopp              |
| 24 gennaio 2021  | Schönau am Königssee | Germania    | a quattro con Francesco Friedrich (pilota), Thorsten Margis e Martin Grothkopp              |
| 30 gennaio 2021  | Innsbruck            | Austria     | a due con Francesco Friedrich (pilota)                                                      |
| 31 gennaio 2021  | Innsbruck            | Austria     | a quattro con Francesco Friedrich (pilota), Thorsten Margis e Candy Bauer                   |
| 20 novembre 2021 | Innsbruck            | Austria     | a due con Francesco Friedrich (pilota)                                                      |
| 21 novembre 2021 | Innsbruck            | Austria     | a quattro con Francesco Friedrich (pilota), Thorsten Margis e Candy Bauer                   |
| 28 novembre 2021 | Innsbruck            | Austria     | a quattro con Francesco Friedrich (pilota), Thorsten Margis e Martin Grothkopp              |
| 4 dicembre 2021  | Altenberg            | Germania    | a due con Francesco Friedrich (pilota)                                                      |
| 5 dicembre 2021  | Altenberg            | Germania    | a quattro con Francesco Friedrich (pilota), Thorsten Margis e Candy Bauer                   |
| 11 dicembre 2021 | Winterberg           | Germania    | a quattro con Francesco Friedrich (pilota), Thorsten Margis e Martin Grothkopp              |
| 12 dicembre 2021 | Winterberg           | Germania    | a quattro con Francesco Friedrich (pilota), Thorsten Margis e Candy Bauer                   |
| 19 dicembre 2021 | Altenberg            | Germania    | a quattro con Francesco Friedrich (pilota), Thorsten Margis e Martin Grothkopp              |
| 8 gennaio 2022   | Winterberg           | Germania    | a due con Francesco Friedrich (pilota)                                                      |
| 9 gennaio 2022   | Winterberg           | Germania    | a quattro con Francesco Friedrich (pilota), Thorsten Margis e Candy Bauer                   |
| 25 novembre 2022 | Whistler             | Canada      | a due con Alexander Schüller                                                                |
| 26 novembre 2022 | Whistler             | Canada      | a quattro con Francesco Friedrich (pilota), Thorsten Margis e Candy Bauer                   |
| 3 dicembre 2022  | Park City            | Stati Uniti | a quattro con Francesco Friedrich (pilota), Thorsten Margis e Candy Bauer                   |
| 8 gennaio 2023   | Winterberg           | Germania    | a quattro con Francesco Friedrich (pilota), Thorsten Margis e Candy Bauer                   |
| 11 febbraio 2023 | Innsbruck            | Austria     | a quattro con Francesco Friedrich (pilota), Thorsten Margis e Candy Bauer                   |
| 12 febbraio 2023 | Innsbruck            | Austria     | a quattro con Francesco Friedrich (pilota), Thorsten Margis e Candy Bauer                   |

### Campionati tedeschi
- 2 medaglie:
  - 1 oro (bob a due a Schönau am Königssee 2018[2]);
  - 1 bronzo (bob a quattro a Schönau am Königssee 2018[3]).

### Circuiti minori

#### Coppa Europa
- 12 podi (6 nel bob a due, 6 nel bob a quattro):
  - 6 vittorie (3 nel bob a due, 3 nel bob a quattro);
  - 2 secondi posti (nel bob a due);
  - 4 terzi posti (1 nel bob a due, 3 nel bob a quattro).